# 't Vlot
 't Vlot is een buurtschap in de Nederlandse gemeente Arnhem, gelegen in de provincie Gelderland. Het ligt op de zuidelijke Rijnoever tussen Elden en Driel.
Stad: Arnhem      Dorpen: Elden · Schaarsbergen

Buurtschappen: De Praets · 't Vlot · Terlet (deels)